# Hermanas Perelšteinas
Hermanas Perelšteinas (* 7. Juni 1923 in Königsberg; † 11. Januar 1998  in New York City) war ein litauischer Chordirigent und Musikpädagoge jüdischer Herkunft (Litwak).

## Leben
Mit 6 Jahren lernte er bei I. Volbertienė Klavier spielen.
Von 1932 bis 1940 lernte Herman am deutschen und jüdischen Gymnasium in Kaunas und ab 1936 besuchte das Konservatorium Kaunas, wo er Klavier studierte bei E. Laumenskienė und T. Giršovičienė. 1941 wurde seine Familie nach Sibirien von der Sowjetmacht deportiert.
1954 absolvierte er mit Auszeichnung das Diplomstudium an der Fakultät für Biologie und Chemie des Pädagogischen Instituts Jakutsk. Beim Studium arbeitete er als Konzertmeister im Musiktheater Jakutsk. Von 1954 bis 1956 lernte er in der Musikschule in Sverdlovsk.
Von 1956 bis 1960 arbeitete er als Konzertmeister am Valstybinė konservatorija in Vilnius und 1959 absolvierte mit Auszeichnung das Diplomstudium des Chordirigierens bei Klemensas Griauzdė. Von 1960 bis 1964 lehrte er am Vilniaus pedagoginis institutas und von 1964 bis 1979 an der Lietuvos valstybinė konservatorija als Professor. Er gründete den Knabenchor „Ąžuoliukas“ und war Kunstleiter.
Ab 1979 lebte er in den USA und arbeitete in den Schulen.
Er wurde der erste Ehrenprofessor der Lietuvos muzikos akademija und Ehrenpräsident des Clubs „Ąžuolai“.
1994 wurde er mit dem Gediminas-Orden (3. Stufe) ausgezeichnet.